# 広徳院御新造
広徳院御新造（こうとくいんごしんぞ、生没年不詳）は、室町時代後期から戦国時代にかけての女性。周防の戦国大名・大内義隆の側室。

## 生涯
京都の公家である広橋兼秀の娘。はじめは義隆の祖父・大内政弘の妹に当たる比丘尼弘宙が住んだ広徳院に入り、喝食となる。だが義隆に見初められて情を通じ、義隆は正式に彼女を側室に迎えた。おさいが義隆の継室になって本殿に居を移すと、それまでおさいが住んでいた殿舎を与えられて東の御殿と称された。
天文20年（1551年）に大寧寺の変が起こると、再び広徳院に入って尼になった。